# 第五次イゾンツォの戦い
第五次イゾンツォの戦い（Fifth Battle of the Isonzo）とは、第一次世界大戦中のイタリア戦線のイタリアとオーストリアの間で発生した五回目の会戦を指す。先の第四次イゾンツォの戦いで勝利を得たイタリア陸軍は、暫く攻撃を控えた後にフランス陸軍の強い要請で更なる攻撃を開始した。

## 戦闘開始
戦いはオーストリア軍に対する「デモンストレーション」として始められ、ゴリツィア周辺の橋頭堡を拡大する事を目的に設定して第3軍と第4軍に進軍が命じられた。戦いは11回にわたって行われたイタリア側の攻勢の中では短い戦いで、一週間ほどに過ぎなかったが、両軍に4000名近い死傷者を生んだ。短期間で戦いが終わったのは気候の悪化と、オーストリア軍側の攻勢作戦「討伐」が発動された為だった（アジアーゴの戦い）。途中で中断された時点で両軍のどちらか優勢という事はなく小競り合いの段階で両軍は引き挙げ、予定された第6軍の攻撃も中止された。
作戦開始前、イタリア軍司令部は東部戦線でも機会あればイタリア戦線の同盟軍が分散する様な軍事行動を要請した。これは後にロシア軍によって果たされた。

## 他の戦闘
- 第一次イゾンツォの戦い - 1915年6月23日 - 7月7日
- 第二次イゾンツォの戦い - 1915年7月18日 - 8月3日
- 第三次イゾンツォの戦い - 1915年10月18日 - 11月3日
- 第四次イゾンツォの戦い - 1915年11月10日 - 12月2日
- 第六次イゾンツォの戦い - 1916年8月6日 - 8月17日
- 第七次イゾンツォの戦い - 1916年9月14日 - 9月17日
- 第八次イゾンツォの戦い - 1916年10月10日 - 10月12日
- 第九次イゾンツォの戦い - 1916年11月1日 - 11月4日
- 第十次イゾンツォの戦い - 1917年3月12日 - 6月8日
- 第十一次イゾンツォの戦い - 1917年8月19日 - 9月12日
- カポレットの戦い - 1917年10月24日 - 11月9日（第一二次イゾンツォの戦いとも言う）